# Phước Vĩnh An
Phước Vĩnh An là một xã thuộc huyện Củ Chi, Thành phố Hồ Chí Minh, Việt Nam.
Xã Phước Vĩnh An nằm ở trung tâm huyện Củ Chi, có vị trí địa lý:
- Phía đông giáp xã Tân Thạnh Tây
- Phía tây giáp thị trấn Củ Chi và xã Tân An Hội
- Phía nam giáp các xã Tân Thông Hội và Tân Phú Trung
- Phía bắc giáp xã Phú Hòa Đông.

Xã có diện tích 16,24 km², dân số năm 2021 là 26.550 người,  mật độ dân số đạt 1.634 người/km²./ .